# 真継氏
真継氏（まつぎし）は、蔵人所御蔵として活動した京都の武家。松木とも。

## 出自
「真継」の名字の由来は丹波国多気郡の真継保である。真継保は禁裏御料所であった。上京した後は本姓を紀氏であると名乗る京都の町衆となった。

## 概要
真継氏の初見は『東寺執行日記』永享12年（1440年）5月16日条であり、足利義教が一色義貫を殺害した際に一色方の真継彦三郎が死亡している。このことから、真継氏は元から朝廷機関に代々奉公していたのではなく、真継の地を足がかりに京都で武家に奉公していた一族であったと考えられる。そして、後述の真継久直は小野姓を名乗っており、細川京兆家内衆の安富氏の被官に小野氏が存在していることから、真継氏は京兆家あるいは安富氏の被官であった可能性がある。
真継新九郎は天文3年（1534年）に禁裏六町の住人であったと考えられ、この頃から柳原家、甘露寺家、そして再び柳原家の順で奉公していた。そして新九郎は天文年間初期に「六条金仏」の同朋である新見山城守有弘から蔵人所御蔵の役職を横領したとされる。そして有弘の孫である新見富弘によって新九郎の子である真継久直が訴えられている。それに対して久直は、天文15年（1546年）に「自分は有弘とその長兄の忠弘（弟は孫三郎）による2通の譲状とそれを安堵した綸旨を所持している」と反論した。有弘は当時失踪していたため久直が譲状を入手したとは考え難く、久直の主張は信憑性は低いものの、その主張に対して綸旨が出されていることから、久直には強力なフィクサーがいたと考えられる。久直は天文年間（1533年〜1555年）の時点で禁裏六町に住んでおり、その邸宅は有弘が住んでいた蔵人所御蔵の役宅であった。富弘の訴状に対する久直の答状によると、忠弘は大沢氏から猶子を取ろうとしており、その頃久直は柳原家の因幡国下向に供奉していたという。このことは、新見氏の後継者問題に真継氏が一切関わっていないことの証左である。そして、そのような真継氏が新見氏の後継者問題に関与できた理由について、「過去に有弘が借銭をし、忠弘はその返済に難儀していたが、請人であった新九郎が代わりに返済したから」であるという。このことから、真継氏は有弘が失踪していたことを利用して新見氏から蔵人所御蔵の役職を取り上げたと考えられる。
江戸時代以降の真継氏は御蔵小舎人として朝廷に仕え、忌部氏に改姓して伊勢例幣使にも任じられた。
正徳4年（1714年）以降には、真継珍弘が偽文書を用いて鋳物師を支配するようになった。
江戸時代末期編纂された『地下家伝』では新見有弘と真継久直が実の親子であったとするが、これは久直による役職の横領を正当化するための改竄である。